# أسلم التركي
أسْلَم التركيّ. هو أسْلَمُ بنُ عمرو، غلامٌ من أصل تركي من الدَّيلَم قربَ قَزْوين، اشتراه الحسين بن علي بعد وفاة أخيه الحسن بن علي ووهبه لابنه علي بن الحسين، وهو أحد شهداء واقعة الطف يوم عاشوراء.

## مقتله
ارتجازه قبيل مقتله:
البحر من طعني وضربي يصطلي ** والجو من سهمي ونبلي يمتلي
إذا حسامي في يميني ينجلي ** ينشق قلب الحاسد المبجل
- «قاتل قتال الأبطال حتى سقط على الأرض فجلس الإمام عند رأسه وبكى ووضع وجهه على وجهه، فتح عينه فوجد الإمام عند رأسه فتبسم وأسلم روحه».[1]
- «فقتل جماعة، فتحاوشوه فصرعوه، فجاءه الحسين وبكي ووضع خدَّه علي خدّه، ففتح عينيه ورآه فتبسّم، ثمّ صار إلي ربّه..».[2]
- «لكنّ ابن شهرآشوب ذكر هذه الابيات لغلامٍ تركيّ للحرّ، قائلاً(وروي أنّه برز غلام تركيّ للحرّ،وجعل يقول...».[3]